# Karayé Haoussa
Karayé Haoussa (auch: Karaé, Karayé) ist ein Dorf in der Landgemeinde Gouna in Niger.

## Geographie
Das von einem traditionellen Ortsvorsteher (chef traditionnel) geleitete Dorf befindet sich rund zehn Kilometer südöstlich des Hauptorts Gouna der gleichnamigen Landgemeinde, die zum Departement Mirriah in der Region Zinder gehört. Zu weiteren Siedlungen in der Umgebung von Karayé Haoussa zählen Bawachi im Osten, Guirari im Süden und Dogo im Westen.
Es herrscht das Klima der Sahelzone vor, mit einer durchschnittlichen jährlichen Niederschlagsmenge zwischen 300 und 400 mm.

## Geschichte

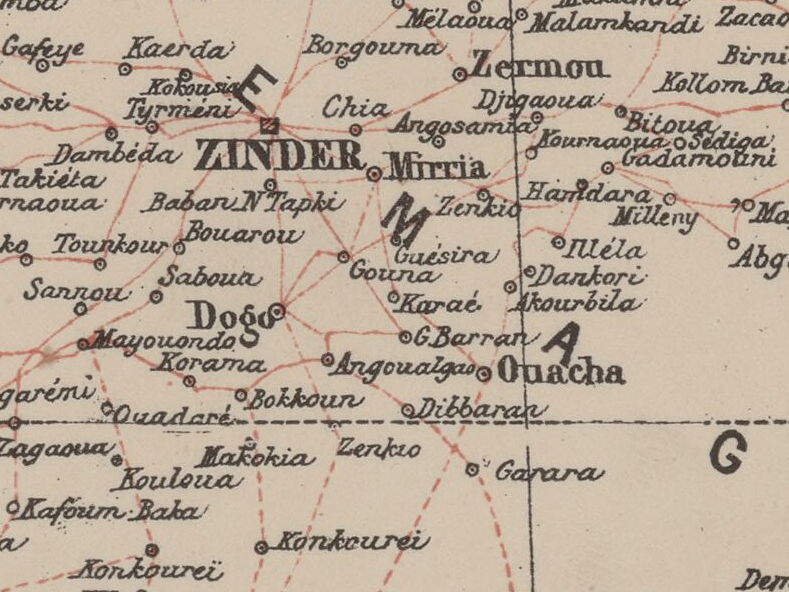
Ausschnitt einer Karte von 1903 mit Karayé Haoussa (Karaé) im Zentrum

James Richardson berichtete von seiner Afrikareise in den Jahren 1850 und 1851 über „Karaiai“ als großes Dorf auf der Route von Zinder nach Kano. Bei einer Untersuchung im Jahr 1990 wurde beim Befall mit der Saugwürmer-Art Schistosoma haematobium unter den 10- bis 13-Jährigen im Ort eine Prävalenz von 12 Prozent festgestellt.

## Bevölkerung
Bei der Volkszählung 2012 hatte Karayé Haoussa 2589 Einwohner, die in 516 Haushalten lebten. Bei der Volkszählung 2001 betrug die Einwohnerzahl 1893 in 370 Haushalten und bei der Volkszählung 1988 belief sich die Einwohnerzahl auf 1935 in 429 Haushalten.

## Wirtschaft und Infrastruktur
Es gibt eine Schule im Dorf.